# 原始人阿土
《原始人阿土》（英文：／）是由張瑞成所创作的马来西亚漫画，創作期間為1984年至2021年。在1980年代，該作品被視為全馬首本漫画单行本。

## 創作與完結
馬來西亞連環中文漫畫自1980年代開始發展。當地漫畫家最初多在報章、雜誌發表作品，之後才逐漸出版個人單行本。由於創作及出版過程艱辛，漫畫作品結集成冊並付諸出版，實屬不易。1984年，漫畫人出版社成立，馬來西亞首本漫畫單行本《原始人阿土》面世，響應極佳。
2016年，《原始人阿土》於角川平方開始連載，以全新的面貌重現。2019年，為了迎合幼兒知識科普需求，《原始人阿土：真的是这样吗？》系列推出市場。2021年，《原始人阿土》正式宣告完結。

## 故事概要
《原始人阿土》讲述主角阿土在远古时代的日常生活与冒险。作品中，阿土以笨拙可爱的方式解决生活中各种荒诞又富趣味的难题，从打猎、取火、建造住所，到应对恐龙及野兽，每一章节皆以轻松幽默的情节呈现，同时蕴含生活智慧与生存技巧。

## 登場人物
阿土（英文/馬來文：Atu）
本作男主人翁。
小比（英文/馬來文：Bhir）
熱血十足的男孩，不畏懼怪獸。
小靈兒
有著超高追蹤技術。
巴布
小比的父親。

## 出版書籍

### 漫畫人出版社版本
- 《原始人阿土》1984年

### 角川平方版本
- 無印篇
  - 《原始人阿土01：勇闖惡龍島》，ISBN 9789673857418，2016年
  - 《原始人阿土02：龍王棒再現》，2016年
  - 《原始人阿土03：恐龍王轉世》，ISBN 9789674780876，2017年
  - 《原始人阿土04：海底城危機》，ISBN 9789674784355，2017年
  - 《原始人阿土05：天國的號角》，ISBN 9789672381396，2019年
  - 《原始人阿土06：大地的末日》，ISBN 9789672381617，2020年
- 《原始人阿土：真的是这样吗？》
  - 《沼泽篇：沼泽泥怪》，ISBN 9789672315407，2019年
  - 《沙漠篇：荒沙赤蝎》，ISBN 9789672381068，2019年
  - 《雨林篇：雨林神龙》，ISBN 9789672471288，2020年
  - 《洞穴篇：深窟蛇王》，ISBN 9789672926108，2020年
  - 《雪山篇：雪山白狼》，ISBN 9789672993094，2021年
  - 《峡谷篇：峡谷蜥蜴人》，ISBN 9789672849087，2021年

## 榮譽
- 2009年第1届马来西亚中文漫画协会，《中文职业漫画大赏》（漫画贡献大赏）

## 外部連結
- 原始人阿土官方面子書